# Ladislav Nagy (Eishockeyspieler)
Ladislav Nagy (* 1. Juni 1979 in Šaca, Tschechoslowakei) ist ein ehemaliger slowakischer Eishockeyspieler, der im Verlauf seiner aktiven Karriere zwischen 1996 und 2019 unter anderem 453 Spiele für die St. Louis Blues, Phoenix Coyotes und Los Angeles Kings in der National Hockey League auf der Position des linken Flügelstürmers bestritten hat. Darüber hinaus absolvierte er weitere 600 Partien in den europäischen Topligen Russlands, Schwedens und der Slowakei. Seinen größten Karriereerfolg feierte Nagy jedoch im Trikot der slowakischen Nationalmannschaft mit dem Gewinn der Goldmedaille bei der Weltmeisterschaft 2002, die als eine der größten Überraschungen der Eishockey-Geschichte gilt.

## Karriere
Ladislav Nagy begann seine Karriere 1995 bei den Junioren von HC Košice. Bereits 1996/97 kam er zu seinen ersten Einsätzen bei den Profis des HK Dragon Presov in der Extraliga. Dort erzielte er elf Punkte in elf Spielen und wurde daraufhin von den St. Louis Blues im NHL Entry Draft 1997 in der siebten Runde an 177. Position ausgewählt.
Nach einem weiteren Jahr in der Slowakei, das er wieder bei Košice verbrachte, wechselte er nach Nordamerika in die kanadische Juniorenliga QMJHL zu den Halifax Mooseheads, die ihn beim CHL Import Draft 1997 in der ersten Runde als insgesamt 28. Akteur gezogen hatten. Dort konnte er voll und ganz überzeugen, als er in 63 Spielen 71 Tore erzielte und wurde schon während der Playoffs in die AHL zu den Worcester IceCats, dem Farmteam der St. Louis Blues, berufen. Dort steuerte er in den verbleibenden drei Spielen vier Punkte bei.

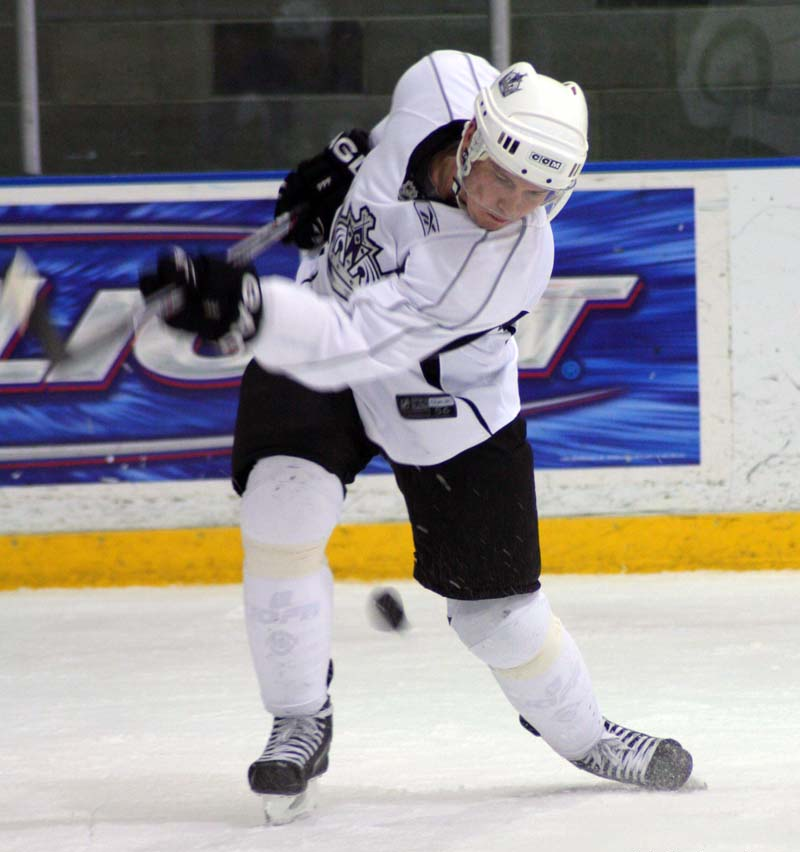
Ladislav Nagy im Trikot der Los Angeles Kings (2007)

Die Saison 1999/2000 absolvierte er dann bei den IceCats, kam aber auch zu seinen ersten Einsätzen für die Blues in der NHL. 2000/01 spielte er nur noch selten für das Farmteam und häufiger für die St. Louis Blues in der NHL, ehe er im März 2001 zusammen mit Michal Handzuš, Jeff Taffe und einem Erstrunden-Draftpick für Keith Tkachuk zu den Phoenix Coyotes transferiert wurde.
In seiner ersten kompletten Saison in Phoenix steigerte er seine Produktivität deutlich auf 42 Punkte und schaffte in der Saison 2003/04 sogar 52 Punkte, obwohl er verletzungsbedingt nur 55 Spiele absolviert hatte.
Während der Lockout-Saison 2004/05 spielte er für HC Košice in der Slowakei und für Mora IK in der schwedischen Elitserien.
Nach seiner Rückkehr nach Phoenix hatte er 2005/06 wieder mit Verletzungen zu kämpfen und musste schon im Februar 2006 seine Saison beenden, da er sich einer Knieoperation unterziehen musste. Trotzdem gelang ihm mit 56 Punkten in 51 Spielen eine überzeugende Leistung.
In der Saison 2006/07 war Nagy wieder einer der besten Scorer der Coyotes, doch relativ schnell war klar, dass es das Team nicht in die Playoffs schafft. Am 12. Februar 2007 wurde er dann für Mathias Tjärnqvist und einen Erstrunden-Draftpick zu den Dallas Stars transferiert. Mit den Stars konnte er sich zwar für die Playoffs qualifizieren, doch bereits in der ersten Runde scheiterten sie an den Vancouver Canucks.
Im Sommer 2007 wechselte Nagy zu den Los Angeles Kings, konnte aber aufgrund einer Verletzung nur an 38 Spielen teilnehmen. Im August 2008 unterzeichnete er einen Zweijahresvertrag über 5,6 Millionen US-Dollar bei Sewerstal Tscherepowez in der KHL. Nach Ablauf des Vertrages kehrte Nagy im Sommer 2010 in die Slowakei zurück und wurde vom HK Poprad unter Vertrag genommen, für den er in 24 Partien 29 Scorerpunkte erzielte. Im Dezember 2010 wurde er zusammen mit Ľuboš Bartečko von MODO Hockey verpflichtet. Zur Saison 2011/12 wechselte der Slowake zum KHL-Neuling HC Lev Poprad. Für die Mannschaft erzielte er in 30 Spielen sieben Tore und zwölf Vorlagen, ehe sein Vertrag im Januar 2012 vorzeitig aufgelöst wurde. Kurze Zeit später einigte sich der Slowake auf einen Kontrakt bis zum Saisonende 2011/12 beim HK Dinamo Minsk aus der Kontinentalen Hockey-Liga. In der folgenden Saison spielte er wieder für MODO Hockey in der Elitserien, ehe er im Juli 2013 zu seinem Heimatverein HC Košice zurückkehrte.
Zwischen November 2013 und Mai 2014 stand er dann bei Jokerit in der Liiga unter Vertrag, ehe er 2014 vom HC Slovan Bratislava aus der KHL für zwei Jahre verpflichtet wurde. In 99 Spielen für Bratislava erzielte Nagy 30 Tore und steuerte 26 Assists bei. Nach Ablauf seines Vertrages mit Slovan unterschrieb Nagy im Sommer 2016 einen Zweijahresvertrag bei seinem Heimatverein HC Košice und wurde Kapitän der Mannschaft. Dort wurde er zweimal Torschützenkönig der Extraliga, ehe er seine Karriere im Frühjahr 2019 wenige Tage vor seinem 40. Geburtstag für beendet erklärte.
Nach seiner aktiven Laufbahn wurde Nagy 2022 Generalmanager des neuen Hochschulteams „University Spartacus Košice“, das in der European University Hockey League spielt.

### International
Ladislav Nagys erstes großes internationales Turnier war die U18-Europameisterschaft 1997, bei der er mit den slowakischen Junioren den sechsten Platz belegte. Für die slowakische U20-Nationalmannschaft nahm Nagy an den U20-Junioren-Weltmeisterschaften 1998 und 1999 teil, wobei er 1998 mit sechs Toren bester Torschütze des Turniers wurde und 1999 die Bronzemedaille gewann.
Seine erste Herren-Weltmeisterschaft absolvierte er 2001, bei der er mit dem slowakischen Nationalteam den siebten Platz belegte. Bei der Weltmeisterschaft 2002 wurde er überraschend Weltmeister und 2003 gewann er mit der Nationalmannschaft die Bronzemedaille. Des Weiteren stand er im Aufgebot der Slowakei bei den Olympischen Winterspielen 2018 und beim World Cup of Hockey 2004. Weitere Einsätze bei Weltmeisterschaften folgten 2009, 2011, 2014, 2018 und 2019. Insgesamt absolvierte er 122 Länderspiele für die Slowakei.

## Erfolge und Auszeichnungen
| - 1999 Trophée Michel Bergeron - 1999 Coupe RDS - 1999 LHJMQ All-Rookie Team - 1999 CHL All-Rookie Team | - 2000 Teilnahme am AHL All-Star Classic - 2017 Topscorer der Extraliga - 2017 Bester Torschütze der Extraliga - 2019 Bester Torschütze der Extraliga |

### International
- 1998 Bester Torschütze der U20-Junioren-Weltmeisterschaft
- 1999 Bronzemedaille bei der U20-Junioren-Weltmeisterschaft
- 2002 Goldmedaille bei der Weltmeisterschaft
- 2003 Bronzemedaille bei der Weltmeisterschaft

## Karrierestatistik

### International
Vertrat die Slowakei bei:
| - U18-Junioren-Europameisterschaft 1997 - U20-Junioren-Weltmeisterschaft 1998 - U20-Junioren-Weltmeisterschaft 1999 - Weltmeisterschaft 2001 - Weltmeisterschaft 2002 - Weltmeisterschaft 2003 - World Cup of Hockey 2004 | - Weltmeisterschaft 2009 - Weltmeisterschaft 2011 - Weltmeisterschaft 2014 - Olympischen Winterspielen 2018 - Weltmeisterschaft 2018 - Weltmeisterschaft 2019 |

(Legende zur Spielerstatistik: Sp oder GP = absolvierte Spiele; T oder G = erzielte Tore; V oder A = erzielte Assists; Pkt oder Pts = erzielte Scorerpunkte; SM oder PIM = erhaltene Strafminuten; +/− = Plus/Minus-Bilanz; PP = erzielte Überzahltore; SH = erzielte Unterzahltore; GW = erzielte Siegtore; 1 Play-downs/Relegation; Kursiv: Statistik nicht vollständig)